# Rally di Sardegna

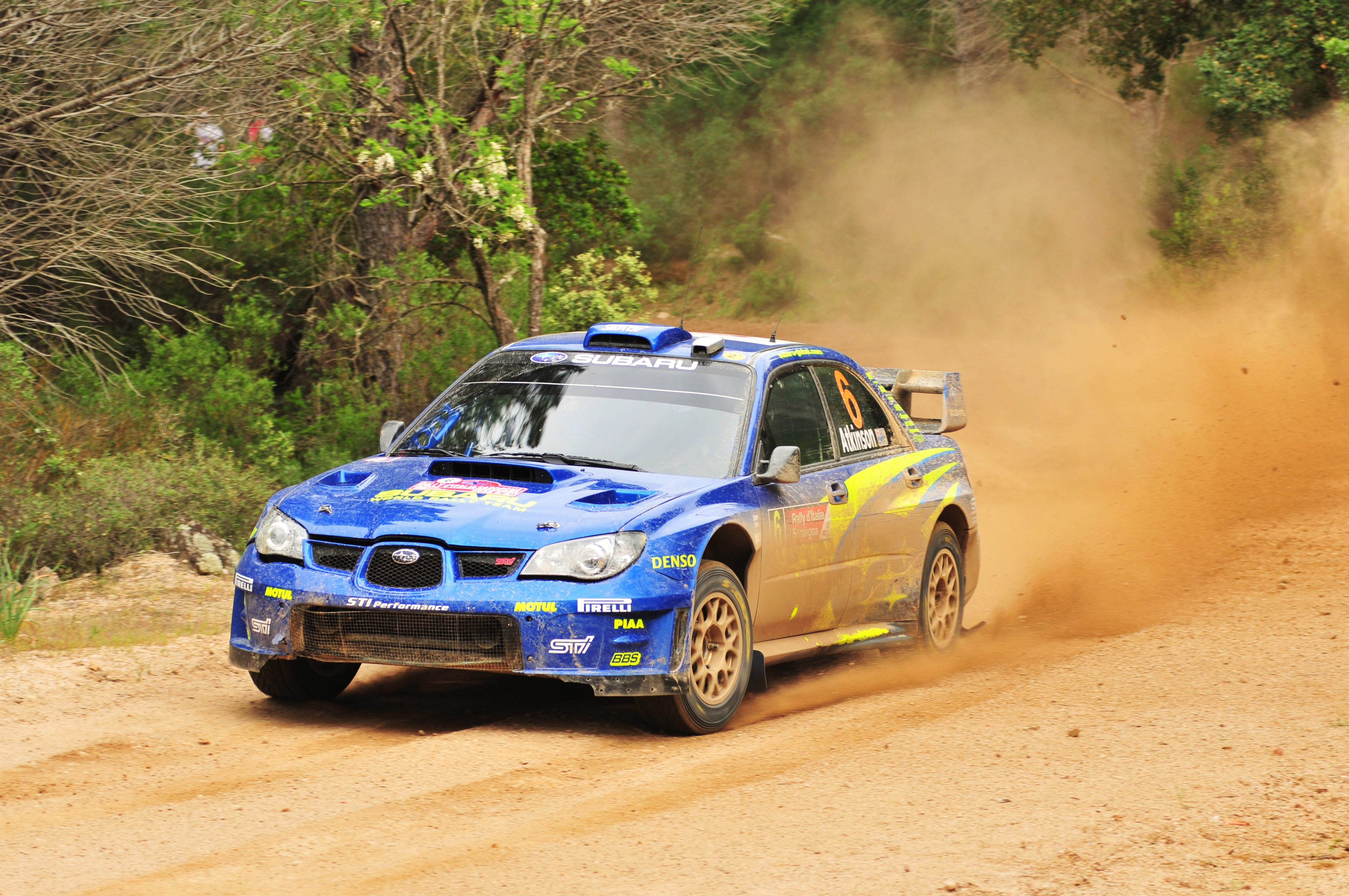
Chris Atkinson sulla Subaru Impreza WRC durante il Rally del 2008

Il Rally di Sardegna, comunemente noto come Rally Italia Sardegna (in inglese: Rally Italia Sardinia), è una manifestazione inserita nel calendario del Campionato del mondo rally nel 2004, sostituendo il Rally di Sanremo quale tappa italiana del campionato.

## Storia

### Le radici del cambiamento Sanremo - Sardegna
A inizio anni 2000 vennero delineate le nuove direttive FIA in materia di sicurezza dei percorsi di gara, che previdero norme molto più stringenti riguardo al controllo degli spettatori presenti sulle prove speciali, le quali dovettero prevedere la presenza di zone ben delineate per ospitare il pubblico in sicurezza, e l'obbligo per l'organizzatore di redigere di un Safety Plan prima dello svolgimento della competizione. Oltre a queste normative si aggiunse poi la decisione di ridurre il numero di rally su fondo asfaltato in favore di quelli su fondo sterrato, scelta fatta in accordo con l'allora capo del Promoter David Richards, già autore dell'implementazione dei percorsi "a margherita" alcuni anni prima.
In Italia, l'appuntamento iridato veniva ospitato ininterrottamente dal 1970 a Sanremo, che però negli ultimi anni fu notevolmente ridimensionato, prima con l'addio alle tappe sterrate in Toscana e Umbria dopo l'edizione 1996, e poi con l'uscita di scena del Basso Piemonte dopo il 1999, circoscrivendo così la gara ai soli asfalti liguri. Questa condizione, unita poi alle nuove regole sulla sicurezza, creò problemi sempre maggiori riguardo alla gestione del pubblico sulle oramai poche prove speciali rimaste, sia per la loro conformazione, arroccate sui monti e con pochissimi spazi da offrire a bordo strada, sia per i pochi punti di accesso presenti lungo il loro percorso. A creare un ulteriore problema fu poi la posizione del Promoter, che non gradiva particolarmente la vicinanza geografica dell'evento al Rally di Monte Carlo.
Le prime voci riguardo ad un possibile spostamento della tappa iridata cominciarono a circolare nel 2001, e fin da subito fu la Sardegna ad essere considerata come la candidata principale. L'isola infatti era già stata protagonista nel palcoscenico del rallismo internazionale tra gli anni ottanta e novanta grazie al Rally Costa Smeralda, evento che fino al 1994 fu una tappa fissa del campionato europeo rally, durante il quale godeva di una forte partnership con Martini (al tempo sponsor ufficiale del Team Lancia), e che arrivò a sfiorare la titolazione mondiale in più di un'occasione. La Sardegna inoltre era (e tutt'ora è) la regione italiana con la maggior disponibilità di percorsi sterrati, aspetto sul quale arrivava a battere la concorrenza della Toscana, che nel frattempo vedeva via via diminuire la quantità di strade bianche in favore di quelle catramate.
Fu così che nel 2003, in un accordo tra ACI e il Promoter del WRC, con la mediazione di Pasquale Lattuneddu, venne presa la decisione di spostare il Rally d'Italia dalla Liguria alla Sardegna, ufficializzata definitivamente a metà ottobre al momento della pubblicazione del calendario 2004.

### 2004 - 2005: Il Supermag Rally Italia Sardinia
La prima edizione sull'isola, che si disputò con il nome di Supermag Rally Italia Sardinia in seguito ad un accordo di sponsorizzazione con l'azienda sarda Plastwood, si svolse dal 1° al 3 ottobre 2004 ed ebbe come base operativa la città di Olbia, con il parco assistenza ubicato al molo Cocciani nella zona industriale di Cala Saccaia, il quartier generale e sala stampa al Museo Archeologico, mentre la cerimonia di partenza e arrivo vennero ospitate a Porto Cervo, rinomata località turistica nel comune di Arzachena, nel cuore della Costa Smeralda. A capo dell'organizzazione Antonio Turitto, in precedenza responsabile della comunicazione del Rallye Sanremo, mentre il direttore di gara fu Simo Lampinen, con Lucio de Mori come direttore di gara aggiunto. Il percorso del rally, interamente su terra, venne curato da Tiziano Siviero e Carlo Cassina, mentre ad occuparsi degli allestimenti delle prove speciali fu Nicolò "Nicola" Imperio, capo della Logistic Rally Testing Sardinia, la società organizzatrice dei test pre-evento sull'isola per i piloti e team del Mondiale. L'itinerario di gara, composto da 19 ps suddivise in tre giorni per complessivi 383.23 km cronometrati, ricalcò le zone del Monteacuto e della Gallura, all'interno delle piste forestali dell'Ente Foreste della Sardegna. Il rally fu vinto da Petter Solberg, navigato da Phil Mills, su Subaru Impreza WRC, davanti alle due Citroën Xsara WRC di Sébastien Loeb e Carlos Sainz.
Già dall'anno successivo l'organizzazione mise a punto un gran numero di novità e migliorie, soprattutto dal punto di vista del percorso di gara (per il 75% completamente nuovo). La decisione fu presa per far fronte ad alcune richieste dei team e piloti, che chiesero prove speciali più veloci e con carreggiate più larghe rispetto a quelle impiegate nella prima edizione. Tra le novità spiccò l'inedita prova speciale di Mamone, che attraversava i confini dell'omonima colonia penale, in provincia di Nuoro; questa ps fu inserita all'interno di un progetto fortemente voluto da ACI e dall'amministrazione carceraria, e che ebbe come scopo il recupero sociale dei detenuti, alcuni dei quali prestarono servizio come commissari di percorso ausiliari lungo la prova. La gara venne inoltre anticipata a maggio, in modo tale da far da "apertura" alla stagione turistica in Sardegna. La cerimonia di partenza e arrivo vennero stavolta ospitate a Porto Rotondo, mentre il parco assistenza venne spostato al Molo Brin, nel centro di Olbia.

### 2006 - 2009: L'affermazione nel Mondiale
Dal 2006 la gara passò sotto la gestione diretta di ACI Sport, cambiando il nome in Rally d'Italia Sardegna. Per il secondo anno consecutivo, l'itinerario fu diviso tra le province di Olbia-Tempio e Nuoro durante la 1ª tappa, comprendendo inoltre la nuova prova speciale di Siniscola, mentre la 2ª e 3ª giornata di gara vennero disputate rispettivamente nelle subregioni del Monteacuto e della Gallura. Il parco assistenza fu riportato nella zona industriale di Cala Saccaia, in seguito all'avvio dei lavori di rinnovamento urbanistico nella zona del Molo Brin, mentre la cerimonia inaugurale e di chiusura tornò a Porto Cervo.
Nei tre anni successivi il RIS riuscì a guadagnare sempre più consensi da parte del Circus del Mondiale, venendo apprezzato particolarmente per l'asprezza dell'itinerario di gara, ritenuto tra i più difficili del calendario iridato, e che in più di un'occasione regalò risultati inaspettati, come nel 2007 e 2009. Altro oggetto di critiche positive, soprattutto dal Promoter e FIA, fu l'elevato standard di sicurezza del percorso, che essendo ospitato in gran parte all'interno di piste forestali, agevolava l'allestimento di zone spettatori sicure e facilmente raggiungibili. Inoltre, molte prove speciali attirarono ben presto l'interesse dei numerosi fan della disciplina, prima fra tutte la Monte Lerno, con il suo famoso Micky's Jump, ma anche la Loelle, con il tornante davanti all'omonimo nuraghe, la Filigosu, con il guado e il doppio salto delle Gobbe del Cammello, Terranova e Sorilis, con l'impervia discesa Kitzbuhel, e Crastazza, la prova più lunga, con i due salti nella parte iniziale.
Per quanto riguarda la base del rally fu sempre Olbia a fare da cuore pulsante alla gara, ormai un punto fisso per l'organizzazione dell'evento, e che nel 2009 fu scelta anche come location per la cerimonia inaugurale, ospitata in Viale Principe Umberto.

#### 2010: La parentesi IRC
Nel 2010, a causa del nuovo criterio di rotazione dei rally nel calendario mondiale, che dall'anno precedente venne notevolmente ridimensionato, il Rally d'Italia non fu inserito nel WRC, ma nell'Intercontinental Rally Challenge. Ovviamente, i regolamenti diversi imposero un percorso cronometrato più corto rispetto a quello degli anni precedenti, e con una giornata di gara in meno; tuttavia, questi stessi davano all'organizzatore la possibilità di coprire un'area geografica più estesa rispetto a quelli del Mondiale, e dunque fu così che l'edizione 2010 segnò il primo approdo del RIS nel centro e nel sud dell'isola, con due nuove prove speciali nella zona dell'Alta Marmilla e nel complesso forestale di Monte Grighine. La cerimonia di partenza venne ospitata a Cagliari, città nella quale fu inizialmente prevista anche una prova spettacolo inaugurale, poi però cancellata.
L'evento inoltre si svolse in concomitanza con il Rally del Corallo, gara con base ad Alghero e facente parte del Campionato Europeo Rally Auto Storiche, e con la quale condivideva oltre il 70% del suo percorso competitivo, con le vetture storiche in coda alla carovana dell'IRC.

### 2011 - 2013: Le incertezze sul futuro
Il 2011 si apre con l'annuncio del ritorno del RIS nel campionato WRC, ma con molte ombre legate al futuro della manifestazione; la condizione di grave crisi economica in cui versa la Regione Sardegna fa infatti presagire ad uno spostamento del Rally d'Italia per l'anno successivo, con Sicilia e Toscana tra le candidate principali a sostituire l'isola dei quattro mori.
L'ottava edizione della gara sarda fu caratterizzata dal cambio delle norme FIA in merito alle caratteristiche dei percorsi di gara, sulla scia dei regolamenti già adottati un anno prima dall'IRC, e che dunque previdero una liberalizzazione nella stesura dell'itinerario del rally, specialmente riguardo all'estensione geografica della manifestazione. Fu così che per il secondo anno consecutivo vennero ricalcate le zone centrali dell'isola per tutta la 1ª tappa, riproponendo poi le classiche prove nel Monteacuto e in Gallura nelle due giornate rimanenti. Inizialmente fu addirittura prevista la partenza della manifestazione da Roma, proposta poi accantonata per le evidenti difficoltà logistiche che ne sarebbero derivate. Il parco assistenza fu spostato da Cala Saccaia al neonato Molo 1 Bis del porto Isola Bianca, in posizione più centrale e vicina ad Olbia.
In occasione dell'evento vennero inoltre presentati al pubblico l'ingresso di due nuovi team nel mondiale rally: la Mini, con la nuova Countryman WRC preparata da Prodrive e portata in gara da Daniel Sordo e Kris Meeke, e la Volkswagen, che ad Olbia presentò una maquette della futura Polo R WRC, progettata per debuttare nella stagione 2013.

#### La disputa con la Sicilia per il Rally d'Italia 2012
Verso la fine del 2011 si aprì una controversia tra l'allora presidente della Regione Sardegna Ugo Cappellacci e l'Automobile Club d'Italia; al centro della discussione i mancati finanziamenti da parte dell'amministrazione sarda delle edizioni dal 2009 al 2011, costate all'ACI ben 13 milioni di euro, e la quasi totale assenza di piani da parte della regione per l'edizione 2012. Di fronte alla carenza di supporto economico da parte della giunta, il comitato esecutivo dell'ACI deliberò lo spostamento del Rally d'Italia 2012 in Sicilia, a seguito di una votazione datata 17 novembre 2011, e nella quale il presidente Enrico Gelpi si espresse a favore del trasferimento. Tuttavia, la decisione dell'ente si trovò in contrasto con il parere sia della FIA che del Promoter, i quali continuavano ad indicare la Sardegna come unica base possibile per ospitare il rally mondiale in Italia.
Nell'isola più a sud del Mediterraneo, già conosciuta nel panorama automobilistico per la Targa Florio, vennero intanto rese note le basi del futuro appuntamento italiano del WRC: la gara, con Tullio Lauria a capo della macchina organizzativa, fu programmata dal 18 al 21 ottobre, con partenza da Palermo e arrivo a Catania. L'itinerario del rally fu inizialmente previsto su fondo asfaltato, in segno di continuità con la storica gara siciliana, ma la proposta fu immediatamente respinta da parte della FIA, stessa sorte che toccò anche alla seconda bozza di percorso, che invece ne previde uno di tipo misto ispirato al Rally di Spagna. La richiesta sia della Federazione che del Promoter fu infatti quella del mantenimento del fondo sterrato per tutta la gara, in piena divergenza con i programmi del comitato organizzatore; situazione questa che fece presto sorgere molti interrogativi sulle reali possibilità di poter ospitare un rally mondiale su terra nell'isola della triscele.
I forti ritardi nella progettazione della nuova sede dell'evento, che cominciarono a causare problemi critici con la Commissione WRC (la quale, in caso di mancanza di piani concreti da parte degli organizzatori, poteva riservarsi di cancellare l'appuntamento italiano dal calendario iridato, anche per gli anni successivi), costrinse i vertici dell'esecutivo ACI a convocare una riunione d'urgenza il 15 febbraio 2012, durante la quale fu revocato il mandato del presidente Gelpi (già in scadenza), e fu riconfermata la Sardegna come base del Rally d'Italia. La giunta regionale sarda, tramite un nuovo accordo, si impegnò inoltre a fornire tutti i finanziamenti mancanti delle edizioni precedenti, oltre che per quella futura. Alla Sicilia fu invece assegnata la titolazione IRC per il Rally Targa Florio, andato in scena dal 14 al 16 giugno 2012.
Per quanto concerne quella che fu la nona edizione della gara sull'isola dei quattro mori, fu mantenuta la data di ottobre precedentemente stabilita, come nel 2004, e dal punto di vista del percorso figurano due tratti inediti nella subregione dell'Anglona, precedentemente impiegati in passate edizioni del Rally Costa Smeralda e del Rally Golfo dell'Asinara: la Tergu-Osilo e la Castelsardo, intervallati, prima della ripetizione pomeridiana, da un'assistenza remota a Sassari, nel Piazzale Segni; città nuovamente scelta per l'anno successivo anche come location per la cerimonia di partenza, tenutasi in Piazza d'Italia il giovedì sera. 

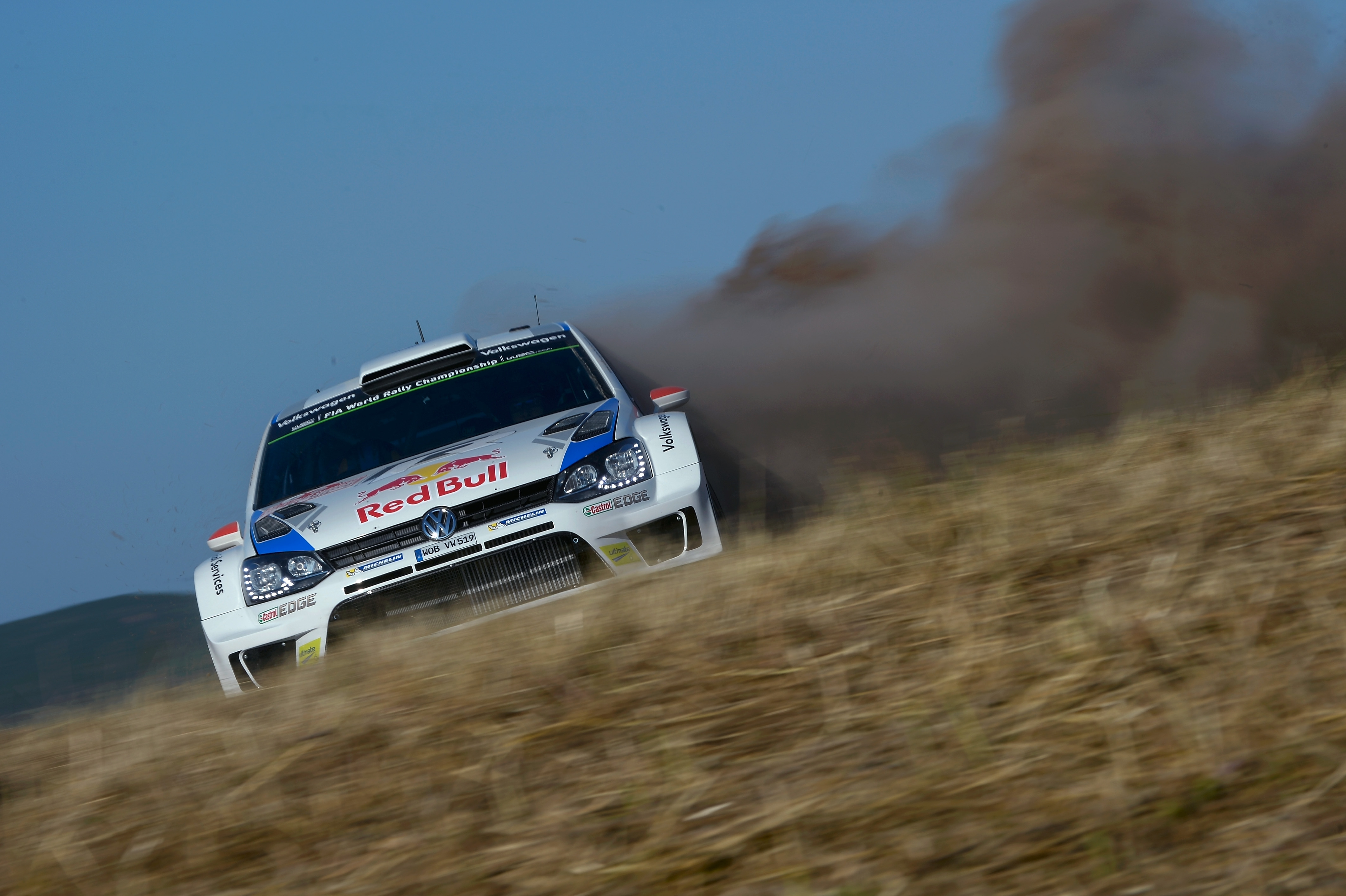
Jari-Matti Latvala durante lo shakedown dell'edizione 2014

### 2014 - 2016: La virata su Alghero
Il 2014 si aprì con la notizia dello spostamento del rally ad Alghero, nel nord-ovest dell'isola, abbandonando l'oramai storica sede di Olbia dopo dieci anni di binomio con la città gallurese. Il nuovo quartier generale della manifestazione trovò posto tra il centro storico e il porto turistico della cittadina catalana, con il parco assistenza sdoppiato tra il Piazzale della Pace e la Banchina Millelire, e la cerimonia di arrivo ospitata alla Banchina Dogana, davanti ai Bastioni. Questa edizione rappresentò inoltre il ritorno di Cagliari nell'itinerario di gara per la prima volta dopo il 2010, con il capoluogo regionale sede della partenza e della prova spettacolo inaugurale del giovedì sera, disputata in un circuito artificiale ricavato tra Calata Atzuni e Calata Via Roma. Per quanto riguarda le prove speciali rimasero i classici tratti cronometrati nel Monteacuto sia al venerdì che al sabato, mentre alla domenica debuttò la Power Stage di Cala Flumini, situata tra le frazioni di Pozzo San Nicola, Biancareddu e La Pedraia.
Nel 2015 il RIS presentò un percorso di gara esteso su quasi tutta l'isola: partenza e prova inaugurale a Cagliari il giovedì sera, nuove prove speciali situate nell'Oristanese, Montiferru, Sinis e Planargia per la giornata di venerdì, tappa del sabato divisa tra Monteacuto e Meilogu, e giornata finale nella Nurra. Le prove in totale furono 23, registrando il chilometraggio cronometrato più alto finora raggiunto dalla gara sarda: 394,63 km. Tuttavia, il formato "endurance" di questa edizione suscitò lamentele da parte di alcuni team del mondiale, in particolare della Volkswagen, che chiesero alla FIA la reintroduzione dei limiti relativi all'estensione geografica dei rally e alla durata delle giornate di gara, precedentemente aboliti nel 2011, per la stagione successiva.
Dall'anno seguente, in seguito al nuovo cambio di regolamenti precedentemente richiesto dai team, la gara tornò a disputarsi esclusivamente nel nord dell'isola. Le novità principali riguardo al percorso furono la nuova prova spettacolo inaugurale a Ittiri, che andò a sostituire la prova cagliaritana, il crono di Tula al venerdì, e il debutto della Sassari-Argentiera alla domenica, valida per il secondo passaggio come Power Stage.

#### Il tumultuoso rinnovo dell'estate 2016
A luglio 2016 il presidente dell'Automobile Club d'Italia Angelo Sticchi Damiani annunciò che l'appuntamento italiano del mondiale rally non si sarebbe più svolto sull'isola dei quattro mori, decisione che arrivò in seguito all'indisponibilità da parte della Regione Sardegna di erogare i finanziamenti necessari per l'edizione 2017; la giunta regionale infatti, con a capo Francesco Pigliaru, garantì solamente €900.000, contro €1.500.000 richiesti da ACI.
Rispetto a quanto accadde quattro anni prima, l'intenzione principale fu di spostare la manifestazione nel Centro Italia, e stavolta le principali candidate alla titolazione WRC furono le Marche e Umbria, che avrebbero ospitato la gara sugli sterrati del Rally di San Marino, ma anche il Lazio, con il Rally di Roma su asfalto già tappa del Campionato Europeo Rally. Tuttavia, la FIA mise in chiaro da subito che il termine ultimo per presentare la nuova sede del rally sarebbe stata l'ultima settimana di agosto, e che in caso contrario l'Italia avrebbe perso il suo posto nel calendario iridato.
Verso la fine dell'estate, nonostante lo strappo iniziale, la Sardegna riuscì a sbloccare i finanziamenti mancanti, grazie soprattutto al forte sforzo dei comuni coinvolti, ottenendo non solo la conferma per l'anno successivo, ma anche per il 2018.

### 2017 - 2019: La riconferma e il primo tentativo di alternanza
Il RIS 2017, disputatosi sempre con base ad Alghero, ebbe come novità principale il rientro di Olbia nell'itinerario di gara, con la città gallurese che ospitò parco chiuso del giovedì sera e il tyre fitting zone del venerdì mattina. Con la partenza della prima frazione di gara situata nell'est dell'isola, venne scelto un itinerario diviso tra Monteacuto e Anglona, mentre per le due restanti giornate il percorso rispecchiò a grandi linee quello dell'edizione precedente. Tuttavia, l'accordo di alternanza tra Olbia e Alghero previsto per gli anni successivi, il quale sarebbe dovuto essere siglato dopo questa edizione, non andò in porto, congelando di fatto il RIS nella Riviera del Corallo per altri due anni.
Nel 2018 e 2019 il percorso di gara non subì sostanziali modifiche, pur restando tra i più apprezzati del mondiale rally; in particolare, la prova finale dell'Argentiera fu ben presto considerata come una delle Power Stage più belle del calendario iridato, specialmente per il tratto finale di 1 km sul bordo del mare, con l'arrivo e il podio finale sulla spiaggia di Porto Palmas; parere questo condiviso sia da piloti e promoter, che dai numerosi tifosi della disciplina. Da segnalare inoltre come, in entrambe le edizioni, questa prova si rivelò decisiva ai fini del risultato finale del rally, nel 2018 con il duello tra Sébastien Ogier e Thierry Neuville, conclusosi con la vittoria del belga per appena sette decimi di secondo, e la vittoria di Dani Sordo nel 2019, che arrivò in seguito ad un problema tecnico occorso proprio in vista del traguardo a Ott Tänak, fino a quel momento leader provvisorio della gara.

### 2020 - 2022: L'accordo di rotazione Alghero-Olbia
Per il 2020, in seguito al rinnovo triennale del RIS nel WRC, fu annunciato l'atteso accordo di alternanza tra Alghero e Olbia; l'intesa previde che, a rotazione, una città sarebbe stata la sede del quartier generale, del parco assistenza e della cerimonia di arrivo finale, mentre la seconda avrebbe ospitato la cerimonia di partenza, la prova spettacolo d'apertura e il parco chiuso del giovedì sera. La città gallurese in questo caso avrebbe dovuto ospitare la nuovissima superspeciale di Cabu Abbas, compresa nell'area sterrata di Tilibbas e il Lungomare Balaguer, e il parco chiuso in Piazza Elena di Gallura. Tuttavia, in seguito alla prima ondata di COVID-19 in Italia, l'evento fu posticipato ad ottobre, e a causa delle restrizioni adottate dal governo riguardanti le competizioni agonistiche, non fu possibile attuare la divisione tra le due città, mantenendo così Alghero come base fissa per tutto il rally. Il percorso di gara, ridotto ad appena 238.84 km divisi in 16 prove speciali, presentò comunque il rientro della Ps di Tempio Pausania, che riportò così una prova iridata in Gallura dopo un'assenza di ben sette anni. 

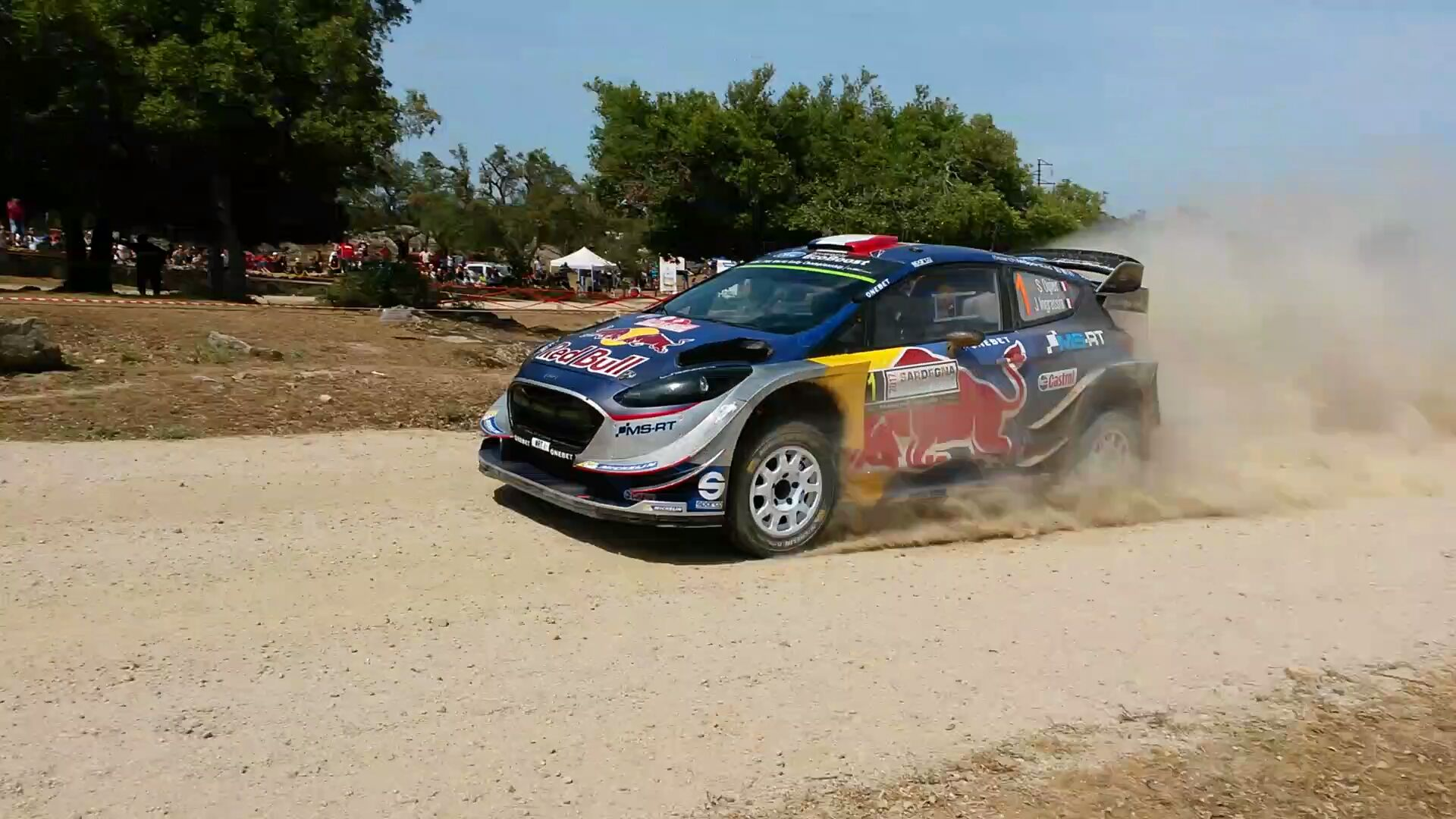
Sébastien Ogier durante il Rally di Sardegna 2017

Nel 2021, come da accordi, ci fu il ritorno degli Headquarters del Mondiale nella città di Olbia dopo otto anni di assenza. Il programma di gara previde la collocazione del parco assistenza al Molo Brin, il parco chiuso sdoppiato tra Piazza Elena di Gallura e Piazza Terranova Pausania, e la cerimonia di premiazione al Molo Bosazza, mentre quella di partenza venne ospitata ad Alghero, così come il parco chiuso del giovedì sera. Per quanto concerne il percorso di gara, vennero riproposte le prove storiche di Su Filigosu e Terranova al venerdì mattina, Bortigiadas nel pomeriggio di sabato e Braniatogghiu alla domenica. Nuova la Power Stage di Aglientu-Santa Teresa, che ricalcò alcuni tratti storici precedentemente impiegati nel Rally Costa Smeralda tra gli anni 70 e 90.
Il 2022 rappresentò il secondo anno di alternanza effettiva tra Alghero e Olbia, stavolta con la prima impiegata come quartier generale, e la seconda come location per la prova spettacolo inaugurale del giovedì sera, che vide finalmente la luce dopo la cancellazione del 2020. Il restante percorso di gara non presentò novità sostanziali, ricalcando a grandi linee quello delle due edizioni precedenti.

### 2023 - 2025: Il ventennale e il futuro della gara
L'edizione 2023, preceduta dal rinnovo del contratto mondiale fino al 2025, celebrò il ventennale della gara sarda, che per l'occasione ripropose la città di Olbia come base fissa per l'intero evento. Le novità principali furono la nuova location della cerimonia di premiazione, situata nella rinnovata Piazza Crispi sul Lungomare Cossiga (poi però annullata causa maltempo), il ritorno della prova speciale di Tantariles nel territorio di Padru (prima storica prova del RIS nel 2004), la Ps di Terranova con la famosa discesa Kitzbuhel, e la Monte Lerno da ben 49 km cronometrati.
Nel 2024 il RIS sperimentò il nuovo format "sprint" ideato dal Promoter con l'intento di ottenere eventi più diversificati nel calendario WRC. Nello specifico, il percorso di gara fu ridotto a due giorni e mezzo, con partenza nel primo pomeriggio di venerdì e arrivo di domenica mattina, e un chilometraggio cronometrato fissato a poco più di 260 km. Nessuna novità sostanziale dal punto di vista delle prove, fatta eccezione per la Osilo - Tergu, che presentò un settore finale completamente inedito. Come già accaduto nel 2018, la vittoria finale si decise sul filo del rasoio durante la Power Stage dell'Argentiera, questa volta con Ott Tänak e Sébastien Ogier come protagonisti; a spuntarla fu l'estone, agevolato da una foratura occorsa al pilota Toyota proprio negli ultimi km della prova. Il distacco finale, ammontante a soli due decimi di secondo, rappresenta tutt'ora il margine di vittoria più ristretto finora registrato in un rally mondiale, record condiviso a pari merito con quello del Rally di Giordania 2011 tra Jari-Matti Latvala e, anche in questo caso, Sébastien Ogier.
L'ultima edizione, disputata dal 5 all'8 giugno 2025, ha visto l'introduzione di numerose novità dal punto di vista del percorso, con il ritorno della San Giacomo - Plebi durante l'ultimo giorno di gara e il debutto assoluto di due nuove prove speciali: la prima, denominata Telti - Calangianus - Berchidda, è stata la seconda e quinta prova del rally, mentre alla domenica ha esordito l'inedita Power Stage di Porto San Paolo, corsa in un tracciato ricavato tra le località di Sanalvò, Tiriddò e Giovannareddu, e con un suggestivo passaggio in cima al Monte Ruju, con l'isola di Tavolara sullo sfondo. Novità anche sotto l'aspetto del quartier generale del rally, situato ad Olbia, con il parco assistenza e la cerimonia di partenza e arrivo ospitati all'Isola Bianca, a poca distanza dallo shakedown di Cabu Abbas.
La gara sarda è attualmente in attesa del rinnovo del contratto con il WRC Promoter per le stagioni successive, nonostante si faccia avanti l'ipotesi di uno spostamento del Rally d'Italia a Roma.

## Albo d'oro
| Anno | Denominazione                     | Vincitori                         | Auto                        | Scuderia                | Validità |
| ---- | --------------------------------- | --------------------------------- | --------------------------- | ----------------------- | -------- |
| 2004 | 1º Supermag Rally Italia Sardinia | Petter Solberg Phil Mills         | Subaru Impreza WRC2004      | Subaru WRT              | WRC      |
| 2005 | 2º Supermag Rally Italia Sardinia | Sébastien Loeb Daniel Elena       | Citroën Xsara WRC           | Citroën Total WRT       | WRC      |
| 2006 | 3º Rally d'Italia Sardegna        | Sébastien Loeb Daniel Elena       | Citroën Xsara WRC           | Kronos Racing           | WRC      |
| 2007 | 4º Rally d'Italia Sardegna        | Marcus Grönholm Timo Rautiainen   | Ford Focus RS WRC 06        | BP Ford WRT             | WRC      |
| 2008 | 5º Rally d'Italia Sardegna        | Sébastien Loeb Daniel Elena       | Citroën C4 WRC              | Citroën Total WRT       | WRC      |
| 2009 | 6º Rally d'Italia Sardegna        | Jari-Matti Latvala Miikka Anttila | Ford Focus RS WRC 09        | BP Ford Abu Dhabi WRT   | WRC      |
| 2010 | 7º Rally d'Italia Sardegna        | Juho Hänninen Mikko Markkula      | Škoda Fabia S2000           | Škoda Motorsport        | IRC      |
| 2011 | 8º Rally d'Italia Sardegna        | Sébastien Loeb Daniel Elena       | Citroën C4 WRC              | Citroën Total WRT       | WRC      |
| 2012 | 9º Rally Italia Sardegna          | Mikko Hirvonen Jarmo Lehtinen     | Citroën DS3 WRC             | Citroën Total WRT       | WRC      |
| 2013 | 10º Rally Italia Sardegna         | Sébastien Ogier Julien Ingrassia  | Volkswagen Polo R WRC       | Volkswagen Motorsport   | WRC      |
| 2014 | 11º Rally Italia Sardegna         | Sébastien Ogier Julien Ingrassia  | Volkswagen Polo R WRC       | Volkswagen Motorsport   | WRC      |
| 2015 | 12º Rally Italia Sardegna         | Sébastien Ogier Julien Ingrassia  | Volkswagen Polo R WRC       | Volkswagen Motorsport   | WRC      |
| 2016 | 13º Rally Italia Sardegna         | Thierry Neuville Nicolas Gilsoul  | Hyundai NG i20 WRC          | Hyundai Motorsport N    | WRC      |
| 2017 | 14º Rally Italia Sardegna         | Ott Tänak Martin Järveoja         | Ford Fiesta WRC             | M-Sport WRT             | WRC      |
| 2018 | 15º Rally Italia Sardegna         | Thierry Neuville Nicolas Gilsoul  | Hyundai i20 Coupe WRC       | Hyundai Shell Mobis WRT | WRC      |
| 2019 | 16º Rally Italia Sardegna         | Dani Sordo Carlos del Barrio      | Hyundai i20 Coupe WRC       | Hyundai Shell Mobis WRT | WRC      |
| 2020 | 17º Rally Italia Sardegna         | Dani Sordo Carlos del Barrio      | Hyundai i20 Coupe WRC       | Hyundai Shell Mobis WRT | WRC      |
| 2021 | 18º Rally Italia Sardegna         | Sébastien Ogier Julien Ingrassia  | Toyota Yaris WRC            | Toyota Gazoo Racing WRT | WRC      |
| 2022 | 19º Rally Italia Sardegna         | Ott Tänak Martin Järveoja         | Hyundai i20 N Rally1 Hybrid | Hyundai Shell Mobis WRT | WRC      |
| 2023 | 20º Rally Italia Sardegna         | Thierry Neuville Martijn Wydaeghe | Hyundai i20 N Rally1 Hybrid | Hyundai Shell Mobis WRT | WRC      |
| 2024 | 21º Rally Italia Sardegna         | Ott Tänak Martin Järveoja         | Hyundai i20 N Rally1 Hybrid | Hyundai Shell Mobis WRT | WRC      |
| 2025 | 22º Rally Italia Sardegna         | Sébastien Ogier Vincent Landais   | Toyota GR Yaris Rally1      | Toyota Gazoo Racing WRT | WRC      |

## Statistiche

### Vittorie

#### Piloti
| Totale | Pilota             | Edizioni                     |
| ------ | ------------------ | ---------------------------- |
| 5      | Sébastien Ogier    | 2013, 2014, 2015, 2021, 2025 |
| 4      | Sébastien Loeb     | 2005, 2006, 2008, 2011       |
| 3      | Thierry Neuville   | 2016, 2018, 2023             |
| 3      | Ott Tänak          | 2017, 2022, 2024             |
| 2      | Dani Sordo         | 2019, 2020                   |
| 1      | Petter Solberg     | 2004                         |
| 1      | Marcus Grönholm    | 2007                         |
| 1      | Jari-Matti Latvala | 2009                         |
| 1      | Juho Hänninen      | 2010                         |
| 1      | Mikko Hirvonen     | 2012                         |

#### Copiloti
| Totale | Copilota          | Edizioni               |
| ------ | ----------------- | ---------------------- |
| 4      | Daniel Elena      | 2005, 2006, 2008, 2011 |
| 4      | Julien Ingrassia  | 2013, 2014, 2015, 2021 |
| 3      | Martin Järveoja   | 2017, 2022, 2024       |
| 2      | Nicolas Gilsoul   | 2016, 2018             |
| 2      | Carlos del Barrio | 2019, 2020             |
| 1      | Phil Mills        | 2004                   |
| 1      | Timo Rautiainen   | 2007                   |
| 1      | Miikka Anttila    | 2009                   |
| 1      | Mikko Markkula    | 2010                   |
| 1      | Jarmo Lehtinen    | 2012                   |
| 1      | Martijn Wydaeghe  | 2023                   |
| 1      | Vincent Landais   | 2025                   |

#### Costruttori
| Totale | Costruttore/Squadra | Edizioni                                 |
| ------ | ------------------- | ---------------------------------------- |
| 7      | Hyundai             | 2016, 2018, 2019, 2020, 2022, 2023, 2024 |
| 5      | Citroën             | 2005, 2006, 2008, 2011, 2012             |
| 3      | Volkswagen          | 2013, 2014, 2015                         |
| 2      | Ford                | 2007, 2009                               |
| 2      | Toyota              | 2021, 2025                               |
| 1      | Subaru              | 2004                                     |
| 1      | Škoda               | 2010                                     |
| 1      | M-Sport (Ford)      | 2017                                     |